# Eric Clapton’s Rainbow Concert
Eric Clapton’s Rainbow Concert — концертный альбом британского блюз-рок музыканта Эрика Клэптона, записанный 13 января 1973 года в лондонском Rainbow Theatre и выпущенный лейблом RSO Records в сентябре этого же года. В альбом вошли шесть песен из числа сыгранных на концерте. В 1995 году вышло ремастированное переиздание альбома, содержащее 14 композиций.

## Об альбоме
Этот концерт (точнее, два концерта в один и тот же день), организованный Питом Таунсендом из группы The Who, ознаменовал возвращение Клэптона к музыкальной деятельности после двухлетнего перерыва, вызванного героиновой зависимостью. Таунсенд сам принял участие в концерте. Кроме него, в концерте участвовали Стив Уинвуд и Рик Греч (бывшие коллеги Клэптона по группе Blind Faith), а также некоторые другие известные музыканты. Выступление прошло с аншлагом. В начале августа 1973 года было опубликовано сообщение, что запись этого шоу будет опубликована в виде концертного альбома, выпуск которого запланирован на сентябрь-октябрь того же года. В том же сообщении говорилось о том, что музыкант ведёт работу над новым студийным альбомом, подробности которой на тот момент не были известны.
В англоязычной среде пластинка имела определённый успех. В американском хит-параде альбомов она смогла подняться на 18-ю позицию, в целом продержавшись в чарте 14 недель. В британском UK Albums Chart успех был чуть меньшим: 19-е место и всего четыре недели пребывания в рейтинге. В Канаде Eric Clapton’s Rainbow Concert сумел занять только 53-ю строчку в лучшей сотне альбомов музыкального журнала RPM, в общей сложности пробыв в ней 2,5 месяца.

## Список композиций
| №  | Название               | Автор(ы)                      | Длительность |
| -- | ---------------------- | ----------------------------- | ------------ |
| 1. | «Badge»                | Эрик Клэптон, Джордж Харрисон | 3:32         |
| 2. | «Roll It Over»         | Эрик Клэптон, Бобби Уитлок    | 6:43         |
| 3. | «Presence of the Lord» | Эрик Клэптон                  | 5:37         |

| №  | Название         | Автор(ы)                   | Длительность |
| -- | ---------------- | -------------------------- | ------------ |
| 1. | «Pearly Queen»   | Джим Капальди, Стив Уинвуд | 7:00         |
| 2. | «After Midnight» | Джей Джей Кейл             | 5:12         |
| 3. | «Little Wing»    | Джими Хендрикс             | 6:32         |

| №   | Название               | Автор(ы)                      | Длительность |
| --- | ---------------------- | ----------------------------- | ------------ |
| 1.  | «Layla»                | Эрик Клэптон, Джим Гордон     | 6:24         |
| 2.  | «Badge»                | Эрик Клэптон, Джордж Харрисон | 3:18         |
| 3.  | «Blues Power»          | Эрик Клэптон, Леон Расселл    | 5:20         |
| 4.  | «Roll It Over»         | Эрик Клэптон, Бобби Уитлок    | 4:11         |
| 5.  | «Little Wing»          | Джими Хендрикс                | 4:36         |
| 6.  | «Bottle of Red Wine»   | Бонни Брамлетт, Эрик Клэптон  | 3:51         |
| 7.  | «After Midnight»       | Джей Джей Кейл                | 4:25         |
| 8.  | «Bell Bottom Blues»    | Эрик Клэптон                  | 5:26         |
| 9.  | «Presence of the Lord» | Эрик Клэптон                  | 5:18         |
| 10. | «Tell the Truth»       | Эрик Клэптон, Бобби Уитлок    | 6:04         |
| 11. | «Pearly Queen»         | Джим Капальди, Стив Уинвуд    | 4:55         |
| 12. | «Key to the Highway»   | Биг Билл Брунзи, Чарли Сегар  | 5:46         |
| 13. | «Let It Rain»          | Бонни Брамлетт, Эрик Клэптон  | 7:46         |
| 14. | «Crossroads»           | Роберт Джонсон                | 4:19         |

## Участники записи
Приведены по сведениям базы данных Discogs
- Эрик Клэптон — соло-гитара, вокал
- Пит Таунсенд — ритм-гитара, вокал
- Ронни Вуд — ритм-гитара, слайд-гитара, вокал
- Рик Греч — бас-гитара
- Стив Уинвуд — клавишные, вокал
- Джим Капальди — ударные, вокал
- Джимми Карштейн — ударные
- Ребоп Кваку Баах[англ.] — перкуссия

## Позиции в хит-парадах
Еженедельные чарты:
| Год  | Хит-парад                        | Высшая позиция | Пребывание в чарте |
| ---- | -------------------------------- | -------------- | ------------------ |
| 1973 | Великобритания (UK Albums Chart) | 19             | 4 недели           |
| 1973 | Канада (RPM 100 Albums)          | 53             | 10 недель          |
| 1973 | США (Billboard 200)              | 18             | 14 недель          |